# Rocket Monkeys
Rocket Monkeys is een Canadese animatieserie. De eerste uitzending op Teletoon was op 10 januari 2013. De serie is tevens uitgezonden op Nickelodeon.
De serie gaat over de apen Gus en Wally. De twee broertjes reizen in de ruimte, maar komen nauwelijks toe aan ruimteverkenningen omdat ze doorlopend voor problemen zorgen.